# Lobophyllia dentata
Lobophyllia dentata is een rifkoralensoort uit de familie Lobophylliidae. De wetenschappelijke naam van de soort is voor het eerst geldig gepubliceerd in 2002 door Veron.